# Veliki Ločnik
Veliki Ločnik este o localitate din comuna Velike Lašče, Slovenia, cu o populație de 98 de locuitori.